# بيرعلي
بيرعلي هي قرية في مقاطعة أرومية، إيران. عدد سكان هذه القرية هو 370 في سنة 2006.